# Ondine (película)
Ondine es una película de drama de fantasía dirigida y escrita por Neil Jordan y con los actores principales Colin Farrell y Alicja Bachleda.
Los temas de la película mezclan la realidad con la mitología irlandesa.
Se estrenó el 5 de mayo de 2010 en Irlanda y el 4 de junio de 2010 en Estados Unidos.

## Argumento
La película cuenta la historia de un pescador irlandés llamado Syracusa (Colin Farrell) quien descubre una mujer llamada Ondine (Alicja Bachleda) en su red de pesca, y en un principio piensa que es una selkie o una sirena.

## Reparto
- Colin Farrell como Syracus, un pescador irlandés.[1]
- Alicja Bachleda-Curuś como Ondine, una mujer que Syracus descubre en su red de pesca.[1]
- Stephen Rea como Padre.[4]
- Dervla Kirwan como Maura.[4]
- Don Wycherley[4]
- Carrie Crowley[4]
- Alison Barry como Annie, la hija de Syracus.[4]

## Producción
El rodaje empezó el 18 de julio de 2008 en la península de Beara en Irlanda, y fue programado para acabar el 6 de agosto de 2008. En enero de 2009, la película se encontraba en posproducción.
Ondine tuvo su estreno en Europa dentro del Jameson Dublin International Film Festival el 18 de febrero de 2010 en Dublín, Irlanda. La película fue estrenada en los Estados Unidos el 4 de junio de 2010 por Magnolia Pictures con una clasificación de la MPAA de Pg-13 por un poco de violencia, sensualidad y breves lenguaje fuerte.

## Premios y nominaciones
El Irish Film and Television Awards for "Ondine" (Octagon Films), 20 de febrero de 2010:
- Actor principal en un largometraje: Colin Farrell
- Actriz secundaria en un largometraje: Dervla Kirwan
- Diseño de producción: Anna Rackard
- Sonido: Brendan Deasy, Tom Johnson & Sarah Gaines